# 北京射击馆
39°56′36″N 116°12′10″E / 39.94346°N 116.20274°E

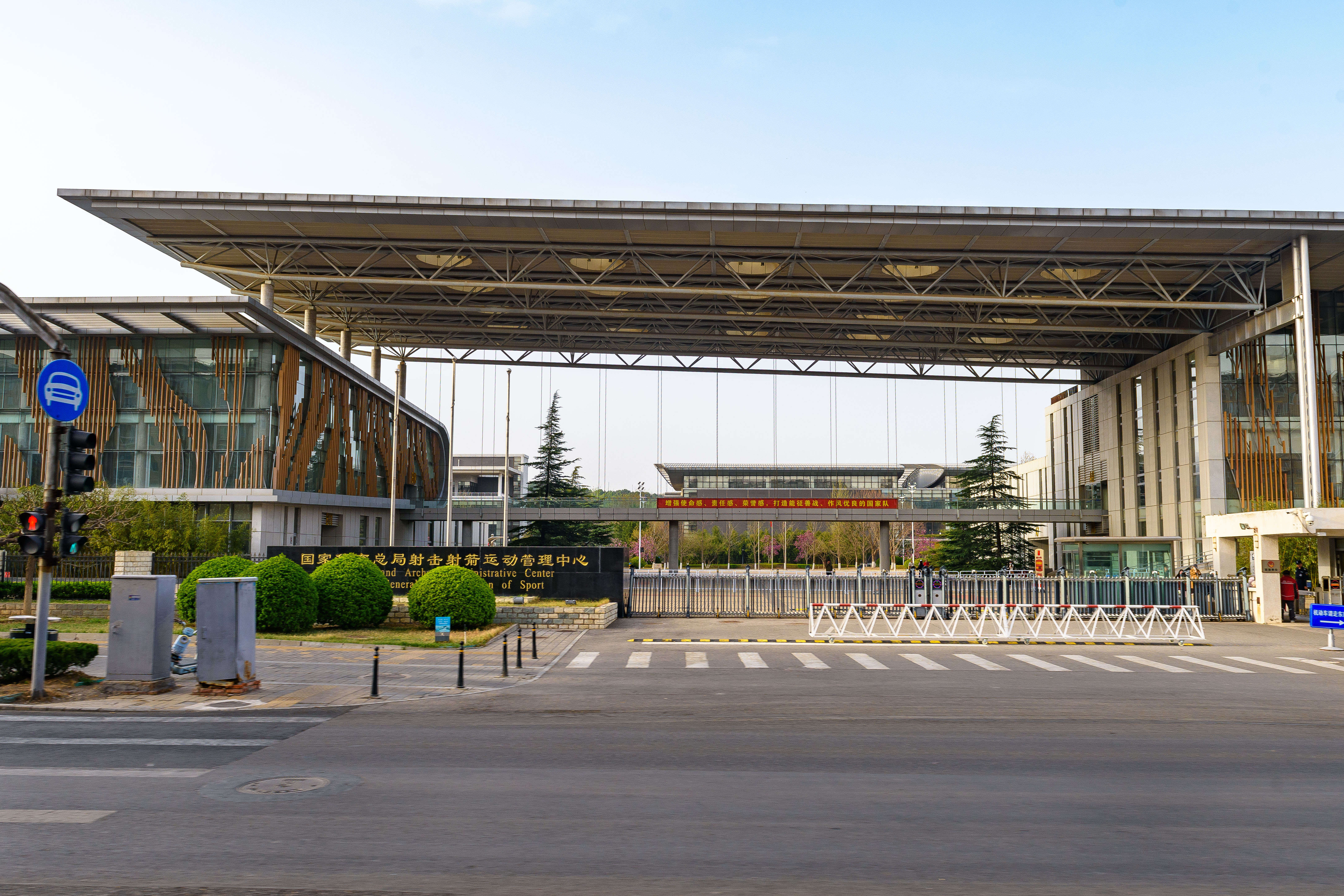
北京射击馆（2025年3月摄）

北京射击馆，位于北京市石景山区福田寺甲3号院（香山南路103号），隶属于国家体育总局射击射箭运动管理中心。

## 历史
1955年，北京射击场建成，当时因条件简陋，运动员只能在棚子内比赛和训练。1987年，北京射击场重建，条件获得很大改善。
北京射击馆位于原国家体育总局射击射箭运动管理中心园区南侧，南临香山南路，东为西五环路，西为亚洲电视制作中心，背依北京西山翠微山脉，总用地面积约6.45公顷，总建筑面积47626平方米（其中地上45372平方米，地下2254平方米），是2008年北京奥运会主要场馆之一。2003年3月20日，“2008年奥运会北京射击馆和老山自行车馆建筑设计方案竞赛”开始，最终清华大学建筑设计研究院建筑师庄惟敏、祁斌、汪曙等人的北京射击馆设计方案获胜。北京射击馆建设项目包括资格赛馆、决赛馆、永久枪弹库、室外配套设施。资格赛馆和决赛馆之间有空中连廊连接，空中连廊下方是可容纳近万人的室外观众集散广场。建筑设计理念为“林中狩猎”，建筑中引入阳光、风、绿树等自然元素。
2003年12月28日，北京奥运会老山自行车馆、北京射击馆奠基典礼举行。2007年7月16日，北京射击馆开始接受验收，是北京所有新建奥运场馆中第一个开始接受验收的。2007年7月28日，北京射击馆正式验收交付，是北京第一个验收交付的奥运比赛场馆。
北京射击馆承担了2008年北京奥运会射击项目室内射击小项，包括10米、25米、50米步枪、手枪11个项目的比赛。此后在残奥会中承担射击的专项。赛后北京射击馆可用於承担国际、国内赛事，并且是中国国家射击队的常年训练基地，还对社会部分开放。
在北京射击馆建设期间，在资格赛馆和决赛馆北侧拆除了一座老办公楼和一座运动员宿舍楼后，原址建设了综合训练馆、科研楼。

## 北京射击场飞碟靶场
2006年3月24日，北京射击场飞碟靶场正式开工。属于2008年奥运会11个改扩建场馆之一，位于原国家体育总局射击射箭运动管理中心园区北侧。建筑面积6170平方米，设座席5000个（固定座席1047个，临时座席3953个）。承担2008年北京奥运会射击项目飞碟小项，包括男女飞碟双向、多向、双多向6个项目的比赛。飞碟靶场建筑由主体建筑、室外竞赛部分组成。主体建筑包括设在二层的室外看台及看台下部的赛事管理运营部分。室外赛区由6个独立靶位组成，各靶位间由约370余米的地下靶壕贯通，地下共设15台自动抛靶机，6个独立靶位各设2个抛靶房，另外还建有6个地下抛靶房。飞碟靶场由清华大学建筑设计研究院设计，中国航空港建设总公司施工。2007年8月，北京射击场飞碟靶场竣工。2008年奥运会后，飞碟靶场可承担国际、国内射击比赛，并作为中国国家射击队常年训练基地、青少年培训基地。